# Карпов, Иван Григорьевич
Иван Григорьевич Карпов (1931—1999) — советский военачальник пограничных войск КГБ СССР и педагог, генерал-лейтенант (1980). Командующий Среднеазиатского пограничного округа (1976—1981). Начальник Алма-Атинского высшего пограничного командного училища КГБ СССР имени Ф. Э. Дзержинского (1985—1987) и Московского высшего пограничного командного училища КГБ СССР имени Моссовета (1987—1991).

## Биография
Родился 17 марта 1931 года в Москве.
С 1950 по 1952 год обучался в Махачкалинском пограничном военном училище МГБ СССР. С 1957 по 1960 год обучался на пограничном факультете Военный институт КГБ при Совете министров СССР  имени Ф. Э. Дзержинского. С 1973 по 1975 год обучался на основном факультете Военной ордена Ленина Краснознамённой ордена Суворова академии Генерального штаба Вооружённых Сил СССР имени К. Е. Ворошилова.
С 1952 года на военной службе в рядах Пограничных войск в должности заместителя начальника и начальника заставы 42-го пограничного отряда в составе Управления пограничных войск Азербайджанского округа МГБ СССР — КГБ при Совете министров СССР. С 1960 по 1963 год являлся офицером штаба 27-го пограничного отряда в составе Западного пограничного округа.
С 1964 по 1973 год служил в составе Восточного пограничного округа в должностях: с 1964 по 1966 год — начальник штаба и первый заместитель начальника, с 1966 по 1969 год — начальник 49-го пограничного отряда. С 1969 по 1972 год — начальник 130-го пограничного отряда. С 1972 по 1973 год — заместитель начальника штаба этого округа. С 1975 по 1976 год являлся — заместителем командующего Забайкальского пограничного округа.
С 1976 по 1981 год являлся — командующим Среднеазиатского пограничного округа. С 1980 по 1982 год являлся первым заместителем начальника штаба и с 1982 по 1985 год — помощником командующего Пограничных войск КГБ СССР по специальным вопросам и одновременно с 1982 по 1985 год — начальником Оперативной группы в Афганистане в период Афганской войны.
С 1985 по 1987 год — начальник Алма-Атинского высшего пограничного командного училища КГБ СССР имени Ф. Э. Дзержинского. С 1987 по 1991 год — начальник Московского высшего пограничного командного училища КГБ СССР имени Моссовета.

## Награды
- Орден Ленина
- Орден Октябрьской Революции
- Орден Красного Знамени
- Орден Красной Звезды
- Орден «За службу Родине в Вооружённых Силах СССР» III степени
- Медаль «За отличие в охране государственной границы СССР»[1]